# Ítróttarfelag Fuglafjarðar
El Ítróttarfelag Fuglafjarðar (ÍF Fuglafjørður) és un club feroès de futbol de la ciutat de Fuglafjørður.

## Història

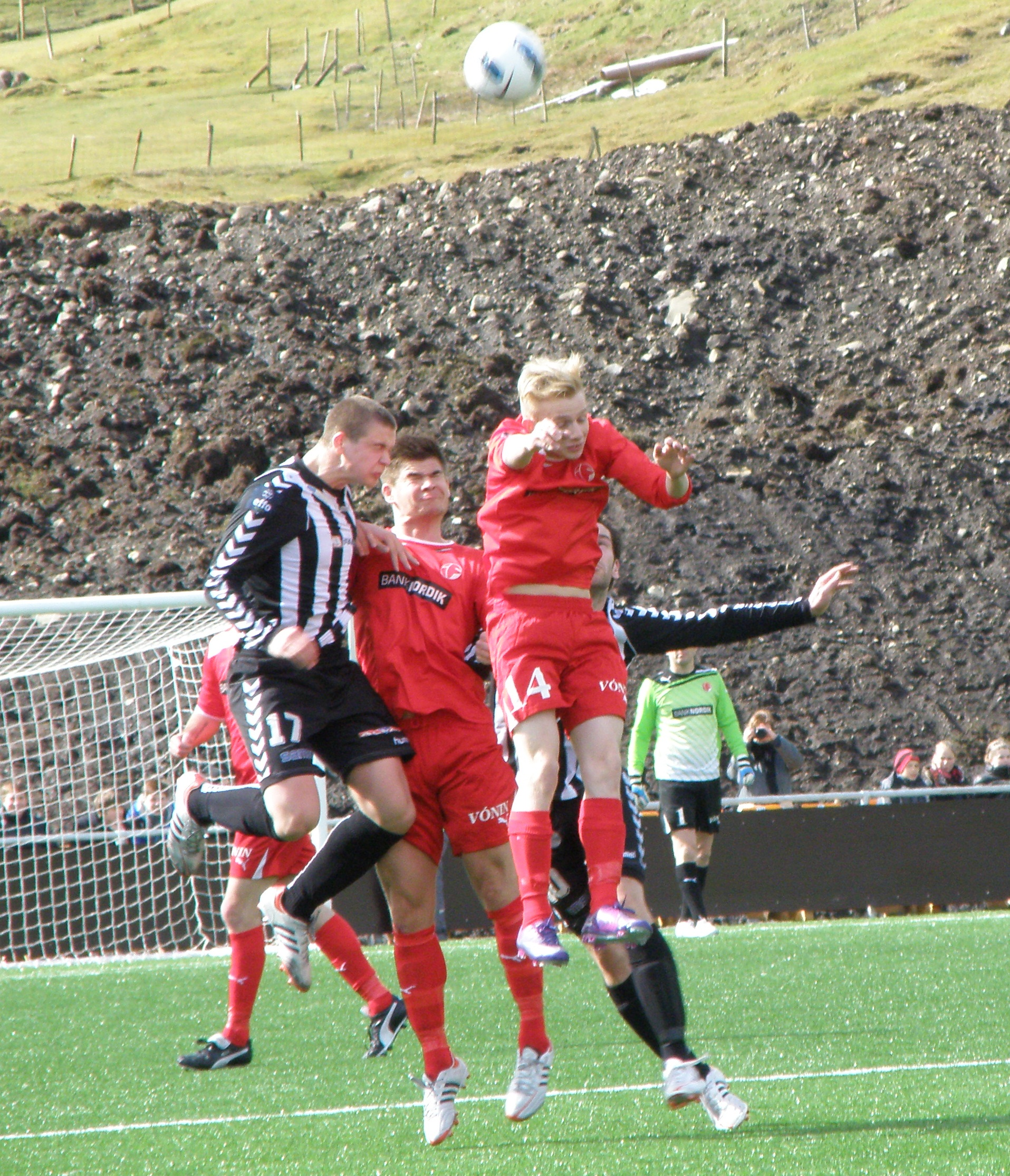
ÍF Fuglafjørður vs. TB Tvøroyri el 2012.

El club va ser fundat el 25 de març de 1946. Fins a l'any 2018 el seu únic títol nacional és la lliga de l'any 1979. Mai ha guanyat la copa del país, però ha estat diversos cops finalista.

## Palmarès
- Lliga feroesa de futbol: 
  - 1979

- Segona Divisió: 
  - 1984, 1987, 2003